# Wim Elyn
Wim Elyn (1963) is een Belgisch voormalig powerlifter.

## Levensloop
Elyn werd in zijn carrière driemaal wereldkampioen (1994, 1995 en 1998) en viermaal behaalde hij zilver op een WK (1992, 1993, 1996 en 2000). Daarnaast werd hij zevenmaal Europees kampioen (1992, 1994, 1995, 1996, 1997, 1998 en 1999) en won hij eenmaal brons op een EK (1991). Ook werd Elyn elfmaal opeenvolgend Belgisch kampioen.
In 2001 stopte de Gentenaar op competitieniveau. Eveneens in 2001 werd hij opgenomen in de 'Hall of Fame' door de European Powerlift Federation (EPF).